# Pierrefitte-ès-Bois
Pierrefitte-ès-Bois és un municipi francès, situat al departament del Loiret i a la regió de Centre – Vall del Loira. L'any 2007 tenia 290 habitants.

## Demografia

### Població
El 2007 la població de fet de Pierrefitte-ès-Bois era de 290 persones. Hi havia 130 famílies, de les quals 36 eren unipersonals (28 homes vivint sols i 8 dones vivint soles), 55 parelles sense fills i 39 parelles amb fills.
La població ha evolucionat segons el següent gràfic:
Habitants censats

### Habitatges
El 2007 hi havia 220 habitatges, 133 eren l'habitatge principal de la família, 60 eren segones residències i 27 estaven desocupats. 205 eren cases i 4 eren apartaments. Dels 133 habitatges principals, 103 estaven ocupats pels seus propietaris, 28 estaven llogats i ocupats pels llogaters i 2 estaven cedits a títol gratuït; 1 tenia una cambra, 4 en tenien dues, 39 en tenien tres, 34 en tenien quatre i 54 en tenien cinc o més. 95 habitatges disposaven pel capbaix d'una plaça de pàrquing. A 61 habitatges hi havia un automòbil i a 55 n'hi havia dos o més.

### Piràmide de població
La piràmide de població per edats i sexe el 2009 era:
| Homes | Edats   | Dones |
| ----- | ------- | ----- |
| 0     | 95 o +  | 0     |
| 0     | 90 a 94 | 0     |
| 0     | 85 a 89 | 8     |
| 8     | 80 a 84 | 4     |
| 8     | 75 a 79 | 12    |
| 4     | 70 a 74 | 16    |
| 12    | 65 a 69 | 12    |
| 8     | 60 a 64 | 4     |
| 12    | 55 a 59 | 0     |
| 20    | 50 a 54 | 36    |
| 20    | 45 a 49 | 12    |
| 12    | 40 a 44 | 8     |
| 0     | 35 a 39 | 8     |
| 4     | 30 a 34 | 4     |
| 0     | 25 a 29 | 4     |
| 12    | 20 a 24 | 0     |
| 36    | 15 a 19 | 0     |
| 0     | 10 a 14 | 12    |
| 4     | 5 a 9   | 4     |
| 0     | 0 a 4   | 4     |

## Economia
El 2007 la població en edat de treballar era de 178 persones, 135 eren actives i 43 eren inactives. De les 135 persones actives 117 estaven ocupades (65 homes i 52 dones) i 18 estaven aturades (9 homes i 9 dones). De les 43 persones inactives 23 estaven jubilades, 7 estaven estudiant i 13 estaven classificades com a «altres inactius».

### Ingressos
El 2009 a Pierrefitte-ès-Bois hi havia 138 unitats fiscals que integraven 298,5 persones, la mediana anual d'ingressos fiscals per persona era de 15.533 €.

### Activitats econòmiques
Dels 9 establiments que hi havia el 2007, 1 era d'una empresa de fabricació d'altres productes industrials, 4 d'empreses de construcció, 2 d'empreses de comerç i reparació d'automòbils, 1 d'una empresa d'hostatgeria i restauració i 1 d'una empresa de serveis.
Dels 4 establiments de servei als particulars que hi havia el 2009, 1 era un guixaire pintor, 1 lampisteria, 1 electricista i 1 empresa de construcció.
L'any 2000 a Pierrefitte-ès-Bois hi havia 22 explotacions agrícoles que ocupaven un total de 2.034 hectàrees.

## Equipaments sanitaris i escolars
El 2009 hi havia una escola elemental integrada dins d'un grup escolar amb les comunes properes formant una escola dispersa.

## Poblacions més properes
El següent diagrama mostra les poblacions més properes.